# Ophelia laubieri
Ophelia laubieri är en ringmaskart som beskrevs av Bellan och Costa 1987. Ophelia laubieri ingår i släktet Ophelia och familjen Opheliidae. Arten har ej påträffats i Sverige. Inga underarter finns listade i Catalogue of Life.